# 神津専三郎
- 神津専三郎
- 神津專三郎
- 神津仙三郎

神津 専三郎（こうづ せんざぶろう、1852年4月23日（嘉永5年3月5日） - 1897年（明治30年）8月18日）は、明治時代の日本の音楽教育者。名は仙三郎とも書かれる。

## 来歴
信濃国小県郡芝生田村（現・長野県小諸市）に生まれ、のちに神津家の養子となる。旧姓は小林。小諸藩儒の中山仙に学んだのち上京し、箕作秋坪の三叉学舎、中村正直の同人社で英語を学び、キリスト教に入信した。
1875年、伊沢修二、高嶺秀夫と共に文部省からアメリカ合衆国派遣を命ぜられ、ニューヨーク州オルバニーの州立師範学校に2年間留学。1878年に帰国すると東京女子師範学校訓導兼監事となり、次いで伊沢の元で音楽取調掛監事に就任し、西洋音楽史の講義や教材の日本語訳に努めた。1892年、東京音楽学校教授に就任。1895年に伊沢が台湾総督府学務部長に転じると彼に随行し学務部編纂課長となったが、「日台対訳大辞典」の編纂の途上、マラリアに罹患して病死した。墓所は台東区谷中天王寺。

## 著作
著書
- 『音楽利害 : 一名楽道修身論』 神津仙三郎、1891年11月 ／ 大空社〈音楽基礎研究文献集〉、1991年2月

訳書
- 『人祖論』 山中市兵衛、1881年7月
 チャールズ・ダーウィン 『人間の進化と性淘汰』の翻訳。
  - 鈴木善次編 『日本の優生学資料選集 : その思想と運動の軌跡 第1巻 欧化思想と人種改良論』 クレス出版、2010年6月
- 『楽典』 文部省、1883年7月
John Wall Callcott. A Musical Grammar. の翻訳。
- 『和声学初歩』 普及舎、1896年2月
Stephen Albert Emery. Elements of Harmony. の翻訳。

## 関連文献
- 田辺尚雄 「神津仙三郎伝」（『教育』第3巻第7号、岩波書店、1935年7月）
- 馬場健 「神津専三郎と音楽取調掛 : 自筆資料を中心に」（『音楽教育研究』No.47、音楽之友社、1970年3月）
- 森節子 「神津専三郎」（東京芸術大学音楽取調掛研究班編 『音楽教育成立への軌跡 : 音楽取調掛資料研究』 音楽之友社、1976年）
- 仲万美子 「神津仙三郎『音楽利害』の研究 : （其ノ二）神津仙三郎の修学過程についての調査報告」（『音楽学』第26巻第2・3号、音楽学会、1981年10月、NAID 40000333516）
- 「音楽取調掛員」（芸術研究振興財団、東京芸術大学百年史刊行委員会編 『東京芸術大学百年史 東京音楽学校篇第一巻』 音楽之友社、1987年10月、ISBN 4276006112）
- 塚原康子 「ビブリオグラフィ「風教と音楽」」（江崎公子編 『音楽基礎研究文献集 別巻 解説』 大空社、1991年2月 ／ 1994年3月、ISBN 4872368924）
  - 「明治前期の日本音楽史研究 : 神津専三郎を中心に」（小島美子、藤井知昭編 『日本の音の文化』 第一書房、1994年6月、ISBN 4804200711）
- 岡田千歳 「書簡にみる伊沢修二と神津仙三郎(1)」（『桃山学院大学教育研究所研究紀要』第7号、1998年3月、NAID 110000542375）
- 平田宗史著 『欧米派遣小学師範学科取調員の研究』 風間書房、1999年3月、ISBN 4759911413
- 吉田寛 「神津仙三郎『音楽利害』(明治二四年) と明治前期の音楽思想 : 一九世紀音楽思想史再考のために」（『東洋音楽研究』第66号、東洋音楽学会、2001年8月、NAID 110000284125）
- 牧野英一郎 「音楽療法からみた『音楽利害』と『音楽衛生論』」（『国立音楽大学 音楽研究所年報』第17集、2004年3月、NAID 110001041870）
- 戸澤義夫 「『音楽利害』における「唱歌」の位置」（佐々木健一研究代表 『日本の近代美学（明治・大正期）』 2004年3月）
  - 「『音楽利害』における「唱歌」の位置(2)」（『群馬県立女子大学研究紀要』第26号、2005年2月、NAID 40007063191）
  - 「『音楽利害』にみる明治近代 : そのカロカガティスムの意味するもの」（西村清和、高橋文博編 『近代日本の成立 : 西洋経験と伝統』 ナカニシヤ出版、2005年1月、ISBN 4888489173）
- 「神津専三郎の米国留学」（村山英雄著 『米国教師教育制度史研究 : オーバニ州立師範学校の教師教育の歴史・政策的側面からの考察』 風間書房、2012年2月、ISBN 9784759919134）
- 光平有希 「神津仙三郎『音楽利害』の音楽療法思想にみる東洋的身体観」（伊東貴之編 『「心身／身心」と環境の哲学 : 東アジアの伝統思想を媒介に考える』 汲古書院、2016年3月、ISBN 9784762965685）
  - 光平有希著 『「いやし」としての音楽 : 江戸期・明治期の日本音楽療法思想史』 臨川書店〈日文研叢書〉、2018年9月、ISBN 9784653043683